# Vojvodina Benevento
Vojvodina Benevento, po letu 774 Kneževina Benevento, je bila najjužnejša langobardska vojvodina na Apeninskem polotoku s središčem v Beneventu. Od Langobardskega kraljestva na severu jo je ločevala papeška Vojvodina Rim, zato je bila že od samega začetka skoraj neodvisna. Tesne vezi s kraljestvom je imela samo med vladavino vojvode Grimoalda I. Beneventskega in kralji od Liutpranda dalje.  Po padcu Langobardskega kraljestva je ostala zadnje langobardsko ozemlje in obdržala svojo neodvisnost skoraj tristo let, čeprav je bila leta 849 razdeljena. 
Pavel Diakon jo v svoji Zgodovini Langobardov po pokrajini Samnium  imenuje Samnijska vojvodina.

## Ustanovitev
Okoliščine, v katerih je bila ustanovljena Vojvodina Benevento, so še vedno predmet razprav. Nekateri zgodovinarji trdijo, da so prišli Langobardi  v južno Italijo mnogo pred popolno zasedbo doline reke Pad. Po njihovem mnenju je bila vojvodina ustanovljena leta 571. Langobardi bi lahko prišli tudi kasneje, verjetno okoli leta 590. Prvi vojvoda je bil vsekakor Zoto, poveljnik tolpe vojakov, ki je bil sprva neodvisen, potem pa se je podredil kralju na severu. Nasledil ga je nečak Arehis. Načelo dednega nasledstva se je v vojvodini ohranilo do njene ukinitve.
Beneventska vojvodina je bila del ohlapnega Langobardskega kraljestva. Imela je enake korenine, jezik, zakone in vero kot kraljestvo na severu in običaj, da so se vojvode ženili z nevestami iz kraljevskih družin, a je bila kljub temu bolj ali manj neodvisna. Benevento je od prestolnice Pavie ločevalo vmesno ozemlje, ki je pripadalo zdaj papežem v Rimu,  zdaj Bizantincem v Raveni.  Politični avtonomiji je sledila tudi kulturna avtonomija. V beneventski cerkvi se je razvil njej lasten slog cerkvenega petja, ki ga je gregorijanski slog popolnoma  izrinil šele v 11. stoletju. Za pisanje v latinščini se je razvila posebna beneventska pisava, ki je temeljila na latinski kurzivi. V 8. stoletju je kot spremljevalec vojvodove neveste v Benevento prišel benediktinski menih in zgodovinar  Pavel Diakon. Naselil se je v  največjem beneventskem samostanu Monte Cassino, kjer je najprej napisal zgodovino Rima in zatem Zgodovino Langobardov, ki je glavni vir podatkov tudi za preučevanje zgodovine Beneventa. 

## Širjenje
Pod Zotovimi nasledniki se je vojvodina širila na ozemlje Bizantinskega cesarstva. Arehis, ki je bil po poreklu iz Furlanije, je osvojil Capuo in Crotone, oplenil bizantinski Amalfi, Neaplja pa mu ni uspelo osvojiti. Pod njegovimi nasledniki se je bizantinsko ozemlje v južni Italiji skrčilo na Neapelj, Amalfi, Gaeto, Sorrento, Kalabrijo in obmejna mesta Apulije (Bari, Brindisi, Otranto in druga).  Leta 662 je vojvoda Grimoald I. odšel na sever na pomoč kralju Godepertu v vojni proti njegovemu bratu in sovladarju Perktaritu. Grimoald je oba ubil in zasedel Pavio. Kot kralj Langobardov je poskušal obnoviti arijanstvo namesto katolištva, ki ga je uvedel kralj Aripert I.. Poskus mu ni uspel in arijanstvo je izginilo celo v vojvodini, tako kot razlike med langobardskim ter latinsko in grško govorečim prebivalstvom. 
Leta 663 so Benevento oblegali Bizantinci med neuspelim poskusom cesarja Konstansa II., ki se je izkrcal v Tarantu, da bi ponovno osvojil južno Italijo.  Vojvoda Romuald I. je mesto hrabro branil. Cesar, ki se je bal prihoda Romualdovega očeta, kralja Grimoalda, se je umaknil v Neapelj. Romuald je v Forinu med Avelinom in Salernom prestregel del bizantinske vojske in jo popoloma uničil. Leta 680 sta vojvodina in Bizantinsko cesarstvo sklenila  mirovno pogodbo.
V naslednjih desetletjih je Benevento osvojil nekaj bizantinskega ozemlja. Njegov največji sovražnik je zdaj postalo samo Langobardsko kraljestvo in kralj Liutprand je večkrat poskušal na vojvodski prestol posaditi svojega kandidata. Njegov naslednik Rathis je vojvodini Benevento in Spoleto razglasil za tuji državi, kamor je bilo prepovedano potovati  brez kraljevega dovoljenja.

## Secundum Ticinum
Leta 758 je kralj Deziderij za nekaj časa osvojil Benevento in Spoleto, ko je Langobardsko kraljestvo leta 774 zasedel Karel Veliki,  pa se je za kralja poskušal razglasiti Arehis II. in Benevento pretvoriti  v secundum Ticinum — drugo Pavio. Ko je spoznal, da je to nepraktično in bi s tem vzbudil preveliko pozornost  Frankov, se je raje odločil za naslov kneza (princeps).  Letopisec  iz tistega časa je Benevento imenoval Ticinum geminum — Paviin dvojček. 
Arehis je razširil rimsko mestno obzidje  proti jugozahodu in porušil del starih zgradb za zidavo svoje nove knežje palače. Sledovi palačnega dvorišča  so še vidni na Piano di Corte rimske akropole. Vojvode so, tako kot njihovi bizantinski nasprotniki, palačni kompleks povezali z nacionalno cerkvijo, Sveto Sofijo Beneventsko.
Leta 788 je kneževino napadla bizantinska vojska pod poveljstvom Deziderijevega sina Adelhisa, ki se je pred Franki zatekel v Konstantinopel. Njegov poskus prevzema oblasti je preprečil  Arehisov sin Grimoald III., ki se je delno uklonil Frankom. Franki so mu pomagali odbiti Adelhisov napad, vendar so zato v zameno večkrat napadli Benevento in osvojili nekaj ozemlja. Njihov najvidnejši dosežek je bila priključitev Chietija k Vojvodini Spoleto. Leta 814 je dal Grimoald IV. nejasno obljubo kralju Ludviku Pobožnemu, da bo priznal njegovo nadoblast in mu bo plačeval davek. Dogovor je obnovil njegov naslednik Siko, vendar ga nikoli ni spoštoval. Zmanjšana moč in vpliv karolinških monarhov je kasneje omogočila, da je vojvodina Benevento še povečala svojo neodvisnost. 
Beneventski vojvode so za potrjevanje dokumentov uporabljali pečatne prstane, tako kot langobardski kralji. Običaj se je ohranil verjetno do 9. stoletja.

## Propadanje zaradi delitve in osvajanj
Benevento je v naslednjem stoletju kljub sovražnosti frankovskih suverenov dosegel svoj višek, prisilil  Neapelj k plačevanju davka in pod vojvodo Sikardom osvojil Amalfi. Ko so vojvodo v zaroti ubili, je izbruhnila državljanska vojna. Za beneventskega vojvodo se je v Salernu razglasil Sikardov sorodnik Sikonulf, v Beneventu pa Sikardov morilec Radelhis. Vojna se je končala z ukazom cesarja Ludvika II., da se vojvodina razdeli na dve kneževini: Benevento z Molisejem in Apulijo severno od  Taranta in Kneževino Salerno. Kaotično stanje so izkoristili številni lokalni gastaldi in grofi, na primer v Capui, in razglasili svojo neodvisnost. 
Krizo je še poglobila pustošenja Saracenov. Prve Saracene sta v Italijo poklicala Radelhis in za njim Sikonulf v njuni deset let trajajoči medsebojni vojni.  Saraceni so nato na pobudo krščanskih vladarjev neuspešno napadli tudi Neapelj in Salerno. Njihova kolonija v južnem Laciju je bila uničena samo po bitki pri Gariglianu leta 915. Bizantinci so istočasno ponovno osvojili velik del južne Italije, začevši z Barijem, ki so ga odvzeli Saracenom leta 876. Zatem so v Italijanskem katepanatu ponovno organizirali svoje téme pod poveljstvom strategov, kar je še zmanjšalo že tako pojemajočo moč Beneventa.
Leta 899 je Atenulf I. Capuanski podjarmil Benevento in ga priključil k svoji kneževini.  Razglasil ju je za nedeljivi in uvedel načelo sovladanja, po katerem so se vladajočim očetom lahko pridružili njihovi sinovi. Načelo so kmalu zatem uvedli tudi v Salernu. Langobardia minor – langobardska ozemlja v južni Italiji - je bila zadnjič združena pod Pandulfom Železnoglavim, ki je leta 978 postal tudi knez Salerna. Pandulfu je leta 969 uspelo doseči, da je Benevento postal nadškofija.  Pred smrtjo marca 981 je od cesarja Otona I. dobil tudi naslov vojvode Spoleta. Po njegovi smrti je sin Landulf IV. podedoval vojvodino Benevento-Capua, njegov brat Pandulf II. pa Salerno. Benevento je ponovno izgubil del ozemlja po uporu Pandulfa II. Beneventskega, načaka Pandulfa Železnoglavega, ki je zahteval svoj del stričeve dediščine. 
V prvih desetletjih 11. stoletja se je ozemlja Beneventa še bolj skrčilo in postalo manjše od ozemlja takrat vodilne vojvodine Salerno in Capue. Okoli leta 1000 je kljub temu še vedno imel 34 grofij. Leta 1022 je Capuo in Benevento osvojil sveti rimski cesar Henrik II. in se po propadlem obleganju Troje vrnil v Nemčijo. V tem času so v Mezzogiorno in Benevento prišli prvi Normani in razglasili, da so pod   papeževo suverenostjo. Normani so bili nezanesljivi zavezniki. Beneventski vojvoda je še vedno imel dovolj ugleda, da je sina Atenulfa postavil za vodjo normansko-langobardskega upora v Apuliji, toda Atenulf je zapustil Normane in Benevento je izgubil ves vpliv, ki mu je še ostal.
Najmočnejši normanski vladar na jugu Italije je bil Robert Guiscard, ki je leta 1053 osvojil Benevento. Suverenost nad njim je formalno prepustil papežu, ki je za vojvode imenoval vrsto nepomembnih Langobardov, dokler ga leta 1078 ni prepustil  Guiscardu. Leta 1081 ga je Guiscard dokončno vrnil papežu. Od nekoč velike kneževine, ki je več generacij krojila usodo južne Italije, je ob predaji ostalo bore malo. Od takrat se niso imenovali niti knezi niti vojvode. 
Leta 1806 je Napoleon po osvojitvi Beneventa za njegovega kneza imenoval slavnega škofa, politika in diplomata Charles-Mauricea de Talleyrand-Périgorda, ki je naslov nosil do leta 1815 in se je izkazal za sposobnega administratorja. Februarja 1814 je oblast prevzel francoski maršal  Joachim Murat. Na Dunajskem kongresu so Benevento vrnili papežu.